# Thala Island
Thala Island ist die südlichere zweier kleiner und felsiger Inseln (die andere ist Nella Island) vor der Pennell-Küste des Viktorialands. Sie liegt unmittelbar vor dem nordwestlichen Rand des Davis-Piedmont-Gletschers.
Teilnehmer der Australian National Antarctic Research Expeditions benannten sie nach der MV Thala Dan, einem von zwei Forschungsschiffen bei der Erkundung dieser Küstenlinie im Jahr 1962.